# Rémunération et avantages sociaux
La rémunération et les avantages sociaux ((en) Compensation and (fringe) Benefits) sont l’ensemble de ce qui est perçu sous forme monétaire ou en nature par un employé en échange de son travail. 

## Enjeux de la rémunération du travail
L’expression, souvent utilisée sous sa forme anglaise, est destinée à décrire une politique de gestion des ressources humaines en entreprise, et plus précisément la structure de la rémunération.
On s'intéresse surtout ici aux différents programmes et régimes assurant la protection du revenu ou la compensation pour des pertes résultant de la maladie ou l'âge. On y inclut ainsi l'assurance maladie, l'assurance médicaments, certains soins de santé, etc.
D'autre avantages peuvent être considérés.

## Nature
La rémunération totale des salariés (la « récompense » de leur travail) prend deux formes :
- la rémunération (Compensation), c’est-à-dire le montant du salaire, son caractère fixe ou variable, l'intéressement du travailleur aux bénéfices de l'entreprise. A un niveau collectif, la valeur de la rémunération marginale ou le benchmarking des fonctions par exemple.
- les avantages sociaux (Benefits) pour le travailleur, à un niveau individuel ou collectif.